# Masacre de Dzari
La masacre de Dzari (en georgiano: ძარის ტრაგედია; en osetio: Зары трагеди), también conocida como el tiroteo en la carretera de Zar (en ruso: Расстрел на Зарской дороге), fue una masacre de refugiados osetios en el territorio administrativo de Dzari, cerca de la ciudad de Tsjinvali, en la región separatista de Osetia del Sur de Georgia. El suceso tuvo lugar el 20 de mayo de 1992, cuando un convoy de refugiados de Osetia del Sur fue detenido en la carretera que atraviesa Dzari y recibió disparos a quemarropa con ametralladoras. Según las fuentes, entre 33 y 36 personas, en su mayoría niños, mujeres y ancianos, murieron como consecuencia del ataque.

## Masacre
Durante el conflicto georgiano-osetio, los osetios comenzaron a abandonar el territorio de Georgia. 
El 20 de mayo de 1992, un convoy de un camión y varios automóviles, en su mayoría ancianos, mujeres y niños, se dirigía hacia Osetia del Norte. En el punto donde la carretera que atraviesa la aldea de Dzari hace un giro hacia las aldeas georgianas de Kejvi y Kurta, el convoy fue detenido por militantes georgianos que comenzaron a disparar contra la gente. Según los supervivientes, los atacantes abrieron fuego sin exigir nada ni avisar.

## Reacción y consecuencias
Al día siguiente, una sesión de emergencia del Consejo Supremo de Osetia del Norte apeló al Secretario General de la ONU exigiendo "detener el genocidio de los osetios del sur por parte de Georgia". La Fiscalía georgiana, que investigó el incidente, declaró al tercer día de la investigación que la parte osetia estaba obstaculizando la investigación al impedir que los investigadores accedieran a los cuerpos y al lugar del incidente, lo que da motivos para creer que los propios osetios "no están interesados en establecer la verdad".
El Consejo de Estado de la República de Georgia culpó a los "enemigos del pueblo georgiano", y el representante autorizado de Georgia en Tsjinvali, Robinson Tushurashvili, expresó su opinión de que los partidarios de Zviad Gamsajurdia eran los culpables de todo, ya que estaban haciendo todo lo posible para perturbar la estabilización de la situación en la región.
En 1995, las fuerzas e Osetia del Sur detuvieron a dos personas de nacionalidad georgiana en la aldea de Tamarasheni, acusadas de participar en la masacre de Dzari. Sin embargo, lograron escapar de la prisión de Tsjinvali. 
En 2006, el ministro del Interior de Osetia del Sur, M. Mindzaev, declaró que las fuerzas del orden georgianas cooperaron inicialmente en secreto con la parte osetia y, según él, para entonces, "en gran medida gracias a esta cooperación, algunos de los criminales fueron eliminados" . Según Guiorgui Karkarashvili, quien dimitió tras la tragedia de Dzari, pero asumió el cargo de ministro de Defensa de Georgia entre 1993 y 1994, de 1997 a 2000 (cuando las relaciones entre georgianos y osetios mejoraron en cierta medida y se abrió la carretera al desfiladero de Liajvi), los osetios conocieron los nombres de los residentes locales implicados en este tiroteo. Según su conocimiento, se produjo una represalia: de los doce militantes que dispararon a los pasajeros del autobús, cuatro o seis fueron asesinados.
Cada año, el 20 de mayo, Osetia del Sur conmemora el "Día del Recuerdo de las Víctimas de la Agresión Georgiana". Los representantes de Osetia del Sur consideran el incidente un acto de genocidio contra su pueblo. 